# Bataille de Tinian
Seconde Guerre mondiale
Batailles
Campagne des îles Mariannes et Palaos
- Saipan
- Mer des Philippines
- Guam (1944)
- Tinian
- Peleliu
- Angaur

Japon :
- Raid de Doolittle
- Bombardements stratégiques sur le Japon (Tokyo
- Yokosuka
- Kure
- Hiroshima et Nagasaki)
- Raids aériens japonais des îles Mariannes
- Campagne des archipels Ogasawara et Ryūkyū
- Opération Famine
- Bombardements navals alliés sur le Japon
- Baie de Sagami
- Invasion de Sakhaline
- Invasion des îles Kouriles
- Opération Downfall
- Reddition du Japon

Pacifique central :
- Pearl Harbor
- Guam (1941)
- Wake
- Raid sur les îles Gilbert et Marshall
- Opération K
- Midway
- Opération RY
- Campagne des îles Gilbert et Marshall
- Campagne des îles Mariannes et Palaos
- Campagne des archipels Ogasawara et Ryūkyū
- Opération Inmate

Pacifique du sud-ouest :
- Nauru
- Invasion des Philippines (1941-42)
- Invasion des Indes orientales néerlandaises
- Opérations de l'Axe dans les eaux australiennes
- Raids aériens japonais sur l'Australie (1942-43)
- Opération Ke
- Campagne des îles Salomon
- Campagne de Nouvelle-Guinée
- Campagne des Philippines
- Campagne de Bornéo (1945)

Asie du sud-est :
- Invasion de l'Indochine (1940)
- Océan Indien (1940-45)
- Guerre franco-thaïlandaise
- Invasion de la Thaïlande
- Campagne de Malaisie
- Hong Kong
- Singapour
- Campagne de Birmanie
- Opération Kita
- Indochine (1945)
- Détroit de Malacca
- Opération Jurist
- Opération Tiderace
- Opération Zipper
- Bombardements stratégiques (1944-45)

Guerre sino-japonaise
Front d'Europe de l’Ouest
Front d'Europe de l’Est
Bataille de l'Atlantique
Campagnes d'Afrique, du Moyen-Orient et de Méditerranée
Théâtre américain
La bataille de Tinian est une bataille de la Guerre du Pacifique pendant la Seconde Guerre mondiale qui a eu lieu sur l'île de Tinian du 24 juillet au 1er août 1944. 
Au cours de cette bataille, qui s'inscrit dans le cadre de l'opération Forager, les 2e et 4e Divisions de Marines commandées par le général Harry Schmidt défirent le 50e Régiment d'Infanterie de l'Armée impériale japonaise commandé par le colonel Kiyoci Ogata (en). 
La conquête de Tinian et des îles Mariannes permit l'établissement de bases-clés pour la poursuite de l'offensive dans le Pacifique et mettait le Japon à portée de l'aviation américaine. 

## Contexte
La victoire américaine, le 9 juillet 1944, lors de la bataille de Saipan faisait de Tinian, située à 6 km au sud, l'étape suivante dans la conquête des îles Mariannes. 
Dans les jours qui précédèrent l'invasion de l'île, des tirs de barrage de canons de 155 mm basés à Saipan (25 000 obus tirés) et des raids et bombardements aériens préparèrent l'attaque. Du napalm fut utilisé pour la première fois dans le cadre d'opérations militaires lors du lancement de bombes incendiaires par des P-47 Thunderbolt. À partir du 26 juin, les croiseurs  Indianapolis, Birmingham et Montpelier bombardèrent l'île tous les jours jusqu'à l'invasion, particulièrement Tinian Town. 
Une grande partie des forces aériennes basées à Tinian avait déjà été détruite pendant la bataille de la mer des Philippines et les destructions continuèrent pendant les raids aériens précédant l'invasion. Au moment de l'invasion, les forces aériennes de l'île étaient virtuellement annihilées.

## La bataille

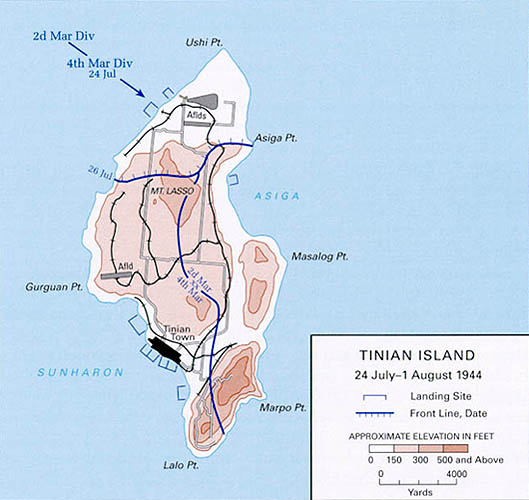
Carte des opérations sur Tinian durant le mois de juillet et août 1944

La 2e et la 4e Division de Marines, transportées par 415 véhicules amphibies, attaquèrent en débarquant au nord de l'île. Une attaque de diversion près de Tinian Town, au sud de l'île, eut pour conséquence de séparer les défenseurs japonais en deux groupes dans les premières heures de l'attaque.
Les Japonais adoptèrent un style de défense similaire à ce que les Américains avaient rencontré à Saipan, faisant retraite le jour, se cachant dans des cavernes, et attaquant la nuit. 
Cependant, la configuration de l'île, constituée de plaines, permettait aux Américains un usage plus efficace des tanks et de l'artillerie, et l'île fut prise en seulement 9 jours de combats. Le 31 juillet, les défenseurs restants tentèrent une charge suicide qui ne put percer les lignes américaines malgré trois tentatives.
L'île fut déclarée sécurisée le 1er août.
À partir du 10 août 1944, 13 000 civils japonais furent internés par les Américains dans un camp de détention sur l'île.
Comme dans d'autres batailles du Pacifique, il restait après la bataille quelques défenseurs japonais qui maintenaient l'illusion d'une résistance à l'ennemi et restèrent actifs sur l'île jusqu'à la fin de la guerre. La plupart se rendirent le 4 septembre 1945, après la reddition du Japon. Sur Tinian, toutefois, le dernier défenseur ne fut capturé qu'en 1953. 

## Établissement d'une base militaire alliée sur l'île

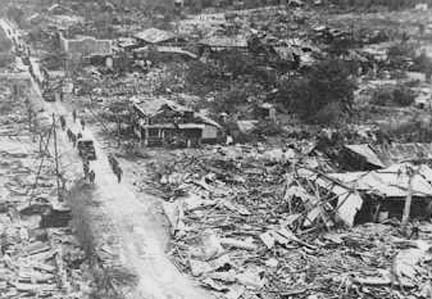
Une colonne américaine traverse une ville détruite à Tinian

Tinian abritait, au moment de sa conquête, trois aérodromes et un quatrième en construction. Avant même que la conquête de l'île ne soit complète, les Seabees (de CBs, les Construction Battalions de l'United States Navy) commençaient à adapter l'île aux B-29.
Mi-août 1944, Tinian enfin entièrement conquise, les Seabees commencèrent à transformer une piste au nord de l'île en un aérodrome gigantesque. Moins d'un an plus tard, North Field était le plus grand aérodrome du monde, avec quatre pistes de 2 600 mètres. En tout, les aérodromes de Tinian comptaient six pistes de 2 600 mètres. 19 000 missions sur le Japon partirent de ces aérodromes.
Dès octobre 1944, des centaines de B-29 commencèrent à arriver à Tinian, prêts à exécuter les opérations de bombardements stratégiques sur les îles japonaises. Un aérodrome était déjà prêt pour les premières opérations en novembre, et la première opération eut lieu le 24 novembre.
Tinian devint une base gigantesque. Pour transporter les quantités énormes de bombes et de matériel du port situé à San Jose, deux routes principales furent construites en même temps qu'un réseau de routes dont la configuration rappelait celle de l'île de Manhattan. Les soldats appelèrent les routes Broadway, 8e Avenue, etc. En août 1945, Tinian était la plus grande base aérienne du monde capable d'abriter 50 000 hommes et un millier de B-29.
Le 26 juillet 1945, le croiseur USS Indianapolis livra à Tinian les éléments des deux bombes atomiques qui furent lâchées sur Hiroshima et Nagasaki les 6 et 9 août 1945.

## Galerie

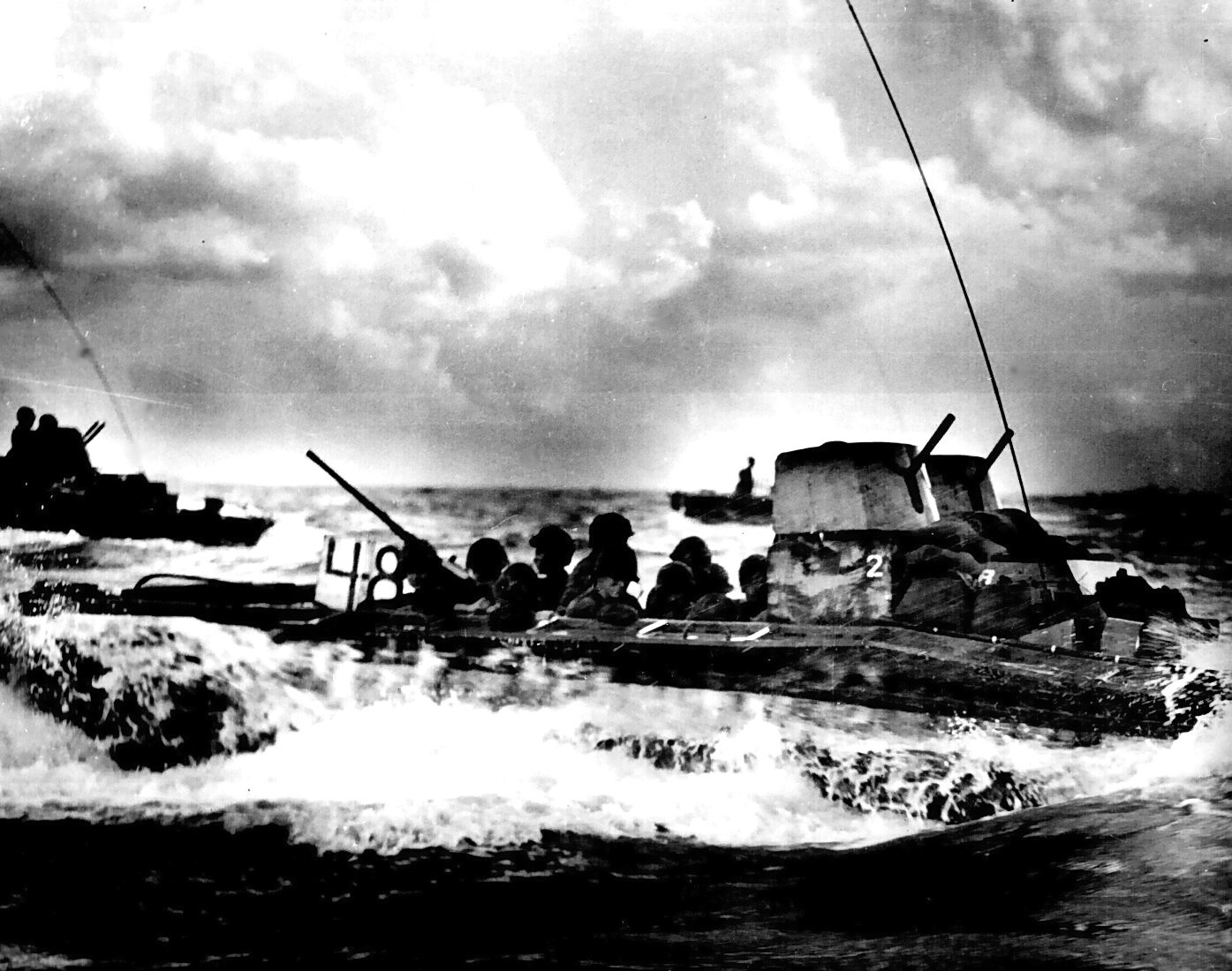
Marines à bord de LVT-2 s'apprêtant à débarquer sur Tinian le 24 juillet 1944
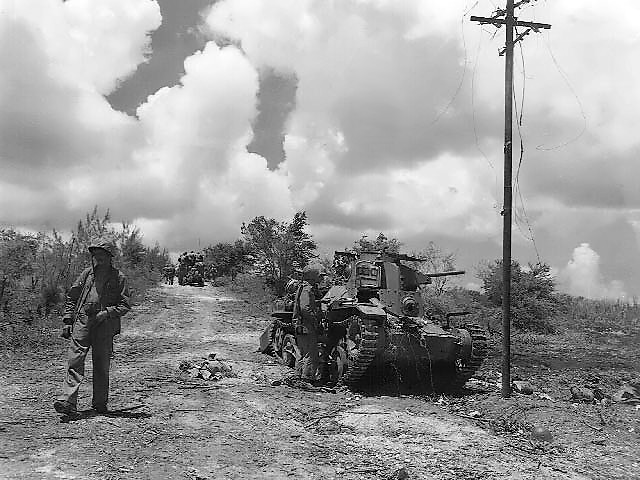
Type 92 japonais détruit pendant la bataille
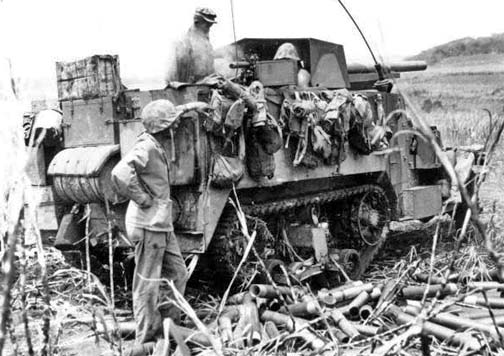
Canon automoteur M3 Gun Motor Carriage américain
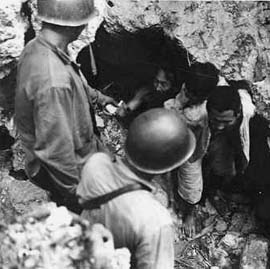
Soldats nippons cachés dans des caves se constituant prisonniers en juillet 1944